# لوئیجی بونلی
لوئیجی بونلی (ایتالیایی: Luigi Bonelli؛ ۱۸ ژوئیه ۱۸۹۲ – ۱۳ فوریه ۱۹۵۴) نویسنده و فیلم‌نامه‌نویس اهل ایتالیا بود.
از فیلم‌هایی که وی در آن‌ها نقش داشته است، می‌توان به پالیو و روسینی اشاره نمود.